# Ephyrodes cacata
Ephyrodes cacata är en fjärilsart som beskrevs av Achille Guenée 1852. Ephyrodes cacata ingår i släktet Ephyrodes och familjen nattflyn. Inga underarter finns listade i Catalogue of Life.